# Емануель Віньято
Емануель Віньято (італ. Emanuel Vignato, нар. 24 серпня 2000, Неграр, Італія) — італійський футболіст, вінгер клубу «Піза». Грав у складі молодіжну збірну Італії.

## Ігрова кар'єра

### Клубна
Емануель Віньято є вихованцем клубу «К'єво». З 2016 року футболіст почав тренуватися разом з основною командою клубу. У травні 2017 року Віньято дебютував у матчах Серії А.
У січні 2020 року «Болонья» підписала з молодим футболістом але до кінця сезону Віньято залишався у «К'єво» на правах оренди. Влітку 2020 року остаточно приєднався до «Болоньї» і захищав її кольори протягом наступних двох з половиною сезонів.
Другу половину сезону 2022/23 провів в оренді у складі «Емполі», після чого приєднався до «Пізи».

### Збірна
Емануель Віньято має бразильське коріння. Тому у 2016 році він отримав виклик до юнацької збірної Бразилії (U-17), хоча так і не зіграв у бразильській команді. А в тому ж році він брав участь у юнацькому чемпіонаті Європи (U-17), що проходив у Хорватії, виступаючи за юнацьку збірну Італії.
Загалом на юнацькому рівні взяв участь у 28 іграх, відзначившись 4 забитими голами.
А протягом 2021–2022 років залучався до складу молодіжної збірної Італії. На молодіжному рівні зіграв у 10 офіційних матчах, забив 2 голи.

## Статистика виступів

### Статистика клубних виступів
Станом на 1 вересня 2023
| Сезон               | Команда             | Чемпіонат           | Чемпіонат | Чемпіонат | Національний кубок | Національний кубок | Національний кубок | Континентальні кубки | Континентальні кубки | Континентальні кубки | Інші змагання | Інші змагання | Інші змагання | Усього | Усього | Усього |
| Сезон               | Команда             | Ліга                | Ігор      | Голів     | Ліга               | Ігор               | Голів              | Ліга                 | Ігор                 | Голів                | Ліга          | Ігор          | Голів         | Ігор   | Голів  |        |
| ------------------- | ------------------- | ------------------- | --------- | --------- | ------------------ | ------------------ | ------------------ | -------------------- | -------------------- | -------------------- | ------------- | ------------- | ------------- | ------ | ------ | ------ |
| 2016–17             | «К'єво»             | A                   | 2         | 0         | КІ                 | 0                  | 0                  | -                    | -                    | -                    | -             | -             | -             | 2      | 0      |        |
| 2017–18             | «К'єво»             | A                   | 0         | 0         | КІ                 | 0                  | 0                  | -                    | -                    | -                    | -             | -             | -             | 0      | 0      |        |
| 2018–19             | «К'єво»             | A                   | 10        | 1         | КІ                 | 0                  | 0                  | -                    | -                    | -                    | -             | -             | -             | 10     | 1      |        |
| 2019–20             | «К'єво»             | B                   | 32+3      | 5         | КІ                 | 2                  | 0                  | -                    | -                    | -                    | -             | -             | -             | 37     | 5      |        |
| Усього за «К'єво»   | Усього за «К'єво»   | Усього за «К'єво»   | 44+3      | 6         |                    | 2                  | 0                  |                      | -                    | -                    |               | -             | -             | 49     | 6      |        |
| 2020–21             | «Болонья»           | A                   | 31        | 1         | КІ                 | 2                  | 1                  | -                    | -                    | -                    | -             | -             | -             | 33     | 2      |        |
| 2021–22             | «Болонья»           | A                   | 24        | 0         | КІ                 | 1                  | 0                  | -                    | -                    | -                    | -             | -             | -             | 25     | 0      |        |
| 2022-січ. 2023      | «Болонья»           | A                   | 8         | 0         | КІ                 | 1                  | 0                  | -                    | -                    | -                    | -             | -             | -             | 9      | 0      |        |
| Усього за «Болонь.» | Усього за «Болонь.» | Усього за «Болонь.» | 63        | 1         |                    | 4                  | 1                  |                      | -                    | -                    |               | -             | -             | 67     | 2      |        |
| січ.-черв. 2023     | «Емполі»            | A                   | 4         | 1         | КІ                 | -                  | -                  | -                    | -                    | -                    | -             | -             | -             | 4      | 1      |        |
| Усього за кар'єру   | Усього за кар'єру   | Усього за кар'єру   | 111       | 8         |                    | 6                  | 1                  |                      | -                    | -                    |               | -             | -             | 117    | 9      |        |

### Статистика виступів за збірну
Станом на 1 вересня 2023
| Дата       | Місто               | Господарі            | Результат | Гості                | Турнір                             | Голи | Примітки |
| ---------- | ------------------- | -------------------- | --------- | -------------------- | ---------------------------------- | ---- | -------- |
| 8-10-2021  | Зениця              | Боснія і Герцеговина | 1 – 2     | Італія               | Кваліфікація молодіжного Євро-2023 | 1    | 67' 81'  |
| 12-10-2021 | Монца               | Італія               | 1 – 1     | Швеція               | Кваліфікація молодіжного Євро-2023 | -    |          |
| 12-11-2021 | Дублін              | Ірландія             | 0 – 2     | Італія               | Кваліфікація молодіжного Євро-2023 | -    | 90+2'    |
| 16-11-2021 | Фрозіноне           | Італія               | 4 – 2     | Румунія              | Товариський матч                   | -    | 46'      |
| 25-3-2022  | Подгориця           | Чорногорія           | 1 – 1     | Італія               | Кваліфікація молодіжного Євро-2023 | -    | 81'      |
| 29-3-2022  | Трієст              | Італія               | 1 – 0     | Боснія і Герцеговина | Кваліфікація молодіжного Євро-2023 | -    | 87'      |
| 6-6-2022   | Дифферданж (комуна) | Люксембург           | 0 – 3     | Італія               | Кваліфікація молодіжного Євро-2023 | 1    | 62'      |
| 22-9-2022  | Пескара             | Італія               | 0 – 2     | Англія               | Товариський матч                   | -    | 68'      |
| 26-9-2022  | Кастель-ді-Сангро   | Італія               | 1 – 1     | Японія               | Товариський матч                   | -    | 63'      |
| 19-11-2022 | Анкона              | Італія               | 2 – 4     | Німеччина            | Товариський матч                   | -    | 59'      |
| Усього     |                     | Матчів               | 10        |                      | Голів                              | 2    |          |